# غازهای علف‌خوار
غازهای علف‌خوار یا غازهای آمریکایی (نام علمی: Chloephaga) یک سرده از عروس‌مرغابیان در خانواده مرغابیان است. سایر عروس‌مرغابیان در سرده‌های تنجه‌های آفریقایی و غازهای آند یافت می‌شوند.
Chloephaga: یونانی: χλοη khloē «علف سبز جوان» ؛فاگوس - phagos «- خوردن»، از φαγειν phagein «خوردن» است.

## گونه‌ها
این سرده پنج گونه دارد.
| نگاره | نام علمی                | نام رایج               | پراکندگی                                                     |
| ----- | ----------------------- | ---------------------- | ------------------------------------------------------------ |
|       | Chloephaga melanoptera  | غاز آندی               | پرو تا جنوب شیلی و آرژانتین                                  |
|       | Chloephaga picta        | غاز کوهی یا غاز ماژلان | جزیره جورجیا جنوبی زیر قطب جنوب                              |
|       | Chloephaga hybrida      | غاز کلپ                | نیمه جنوبی شیلی تا انتهای شرقی تیرا دل فوئگو و جزایر فالکلند |
|       | Chloephaga poliocephala | غاز سرخاکستری          | جنوبی‌ترین آمریکای جنوبی                                      |
|       | Chloephaga rubidiceps   | غاز سرحنایی            | تیرا دل فوئگو، شیلی و جزایر فالکلند و جنوب آرژانتین          |